# Le Droit d'être américain : Histoire d'un combat
Le Droit d'être Américain : Histoire d'un combat (Amend: The Fight for America) est une série télévisée américaine d'histoire en six parties d'environ 58 minutes présentée par Will Smith et qui a été mise en ligne le 17 février 2021 sur Netflix .

## Synopsis
Will Smith offre une vision de l'évolution, souvent meurtrière, de la lutte pour l'égalité des droits à travers le prisme du Quatorzième amendement de la Constitution des États-Unis, qui garantit la citoyenneté à toute personne née aux États-Unis et affirme la nécessité de garantir l'égale protection de tous ceux qui se trouvent sur son territoire, mais a suscité des controverses .

## Distribution
Sauf indication contraire, les informations mentionnées dans cette section peuvent être confirmées par les bases de données cinématographiques IMDb et Allociné,  présentes dans la section « Liens externes ».

### Personnages principaux
- Will Smith (VF : Greg Germain) : lui-même
- Larry Wilmore (VF : Christophe Peyroux) : lui-même
- Bryan Stevenson : lui-même

### Personnages récurrents
- Mahershala Ali (VF : Daniel Lobé) : lui-même
- Pedro Pascal (VF : Loïc Houdré) : lui-même
- Randall Park (VF : Jérémy Bardeau) : lui-même
- Joseph Gordon-Levitt (VF : Alexis Victor) : lui-même
- Diane Lane (VF : Martine Irzenski) : elle-même
- Samuel L. Jackson (VF : Thierry Desroses) : lui-même
- Sterling K. Brown : lui-même
- Aja Naomi King (VF : Aurélie Konaté) : elle-même
- Algee Smith (VF : Mike Fédée) : lui-même
- Courtney B. Vance (VF : Lucien Jean-Baptiste) : lui-même
- Bobby Cannavale (VF : Constantin Pappas) : lui-même
- Joshua Jackson (VF : Alexandre Gillet) : lui-même
- Samira Wiley (VF : Laura Zichy) : elle-même
- Jae Suh Park (en) (VF : Jade Phan-Gia) : elle-même
- Gabriel Luna (VF : Jérémy Bardeau) : lui-même
- Graham Greene (VF : Benoît Allemane) : lui-même
- Lena Waithe (VF : Virginie Emane) : elle-même
- Laverne Cox (VF : Sarah Jones) : elle-même
- Dermot Mulroney (VF : Guillaume Orsat) : lui-même

### Invités
- Willow Smith (VF : Aurélie Konaté) : elle-même
- Rafael Casal (en) : lui-même
- Diane Guerrero (VF : Vanessa Van-Geneugden) : elle-même
- Sonequa Martin-Green : elle-même
- Daveed Diggs : lui-même
- Hannah Gadsby (VF : Vanina Pradier) : elle-même
- Whitney Cummings (VF : Magali Rosenzweig) : elle-même
- Storm Reid (VF : Aurélie Konaté) : elle-même
- Alia Shawkat (VF : Elsa Bougerie) : elle-même
- Tig Notaro (VF : Véronique Augereau) : elle-même
  - Voix additionnelles : Annie Milon, Sébastien Desjours, Anatole Yun, Rody Benghezala, Théo Gebel, Corinne Wellong

## Production
Un cours d'histoire supervisé par Will Smith. Netflix a annoncé une série documentaire intitulée Le droit d'être américain: histoire d'un combat animée par l'acteur d'Aladdin. En six épisodes, il reviendra sur la lutte pour l'égalité des droits aux États-Unis, de la rédaction de la Constitution à nos jours. Il s'attardera notamment sur le 14e amendement, qui promet la liberté et l'égalité pour tous. Le programme sera disponible dès le 17 février; une bande-annonce a été dévoilée. « Nous vivons une période sans précédent en tant que société, en tant que pays, et en tant que famille humaine », écrit Will Smith sur YouTube pour accompagner la vidéo. « Je suis convaincu que cultiver une compréhension personnelle et historique est impératif pour donner lieu à la compassion et la guérison dont nous avons désespérément besoin. » La thématique de cette série documentaire fait écho aux événements de 2020; notamment le mouvement Black Lives Matter, relancé par la mort de George Floyd (le visage du policier Derek Chauvin, inculpé pour son meurtre, apparaît dans la bande-annonce).